# Gayan
Gayan – miejscowość i gmina we Francji, w regionie Oksytania, w departamencie Pireneje Wysokie.
Według danych na rok 1990 gminę zamieszkiwały 213 osoby, a gęstość zaludnienia wynosiła 77 osób/km² (wśród 3020 gmin regionu Midi-Pyrénées Gayan plasuje się na 850. miejscu pod względem liczby ludności, natomiast pod względem powierzchni na miejscu 1662.).